# Ranfjord
Der Ranfjord ist ein norwegischer Fjord in Nord-Helgeland. Der Fjord liegt im Gebiet der Kommunen Nesna, Vefsn, Hemnes und Rana.
Der 68 km lange Fjord verläuft in Richtung Ostnordost von der Insel Dønna bis zur Stadt Mo i Rana. Der innere Abschnitt ist breiter und die Ufergegenden sind dort fruchtbarer und bewaldeter als im äußeren Teil. In Höhe der Hemneshalbinsel verbindet der schmale Sund Skarpsundet den Hauptfjord mit zwei südlichen Armen, dem Sørfjorden und dem Elsfjorden. Entlang des Innenfjordes verläuft ein Teil der Europastraße 6 und der Nordlandsbanen.
Am Fjordende bei Mo i Rana beginnt nur wenige Kilometer vom Flughafen Mo i Rana, Røssvoll entfernt die Europastraße 12, die bis ins finnische Helsinki führt.
In Mo i Rana fließt zudem der 130 km lange Ranelva in das Meer sowie am Ende des südlichen Sørfjorden der 50 km lange Røssåga.

## Inseln
Es befinden sich in Richtung Ostnordost folgende größere Inseln im Ranfjord:
| - Dønna - Løkta - Finnkona - Hugla | - Feøya - Bardalsøy - Strømholmen |

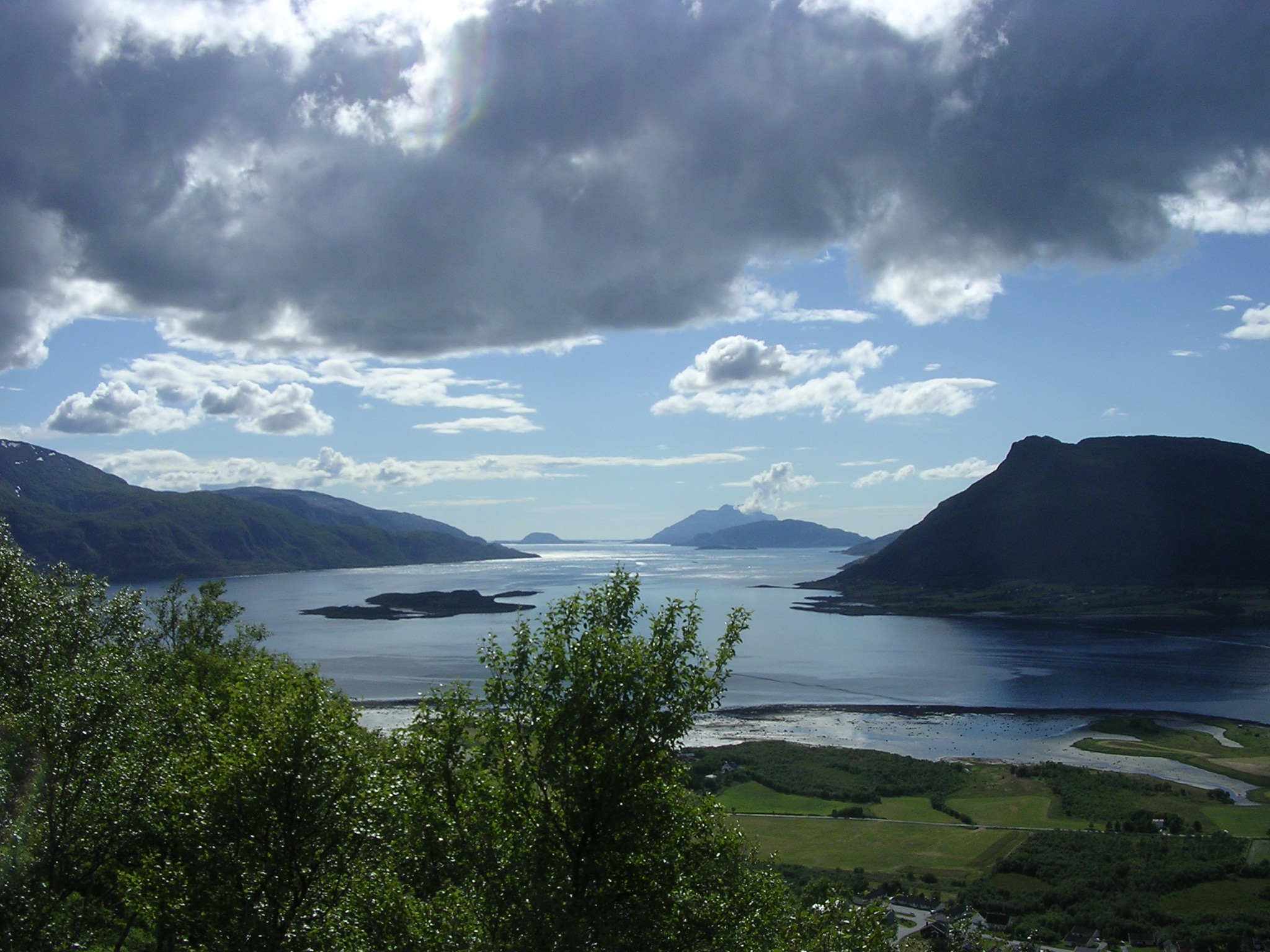
Blick auf den Außenfjord bei Nesna
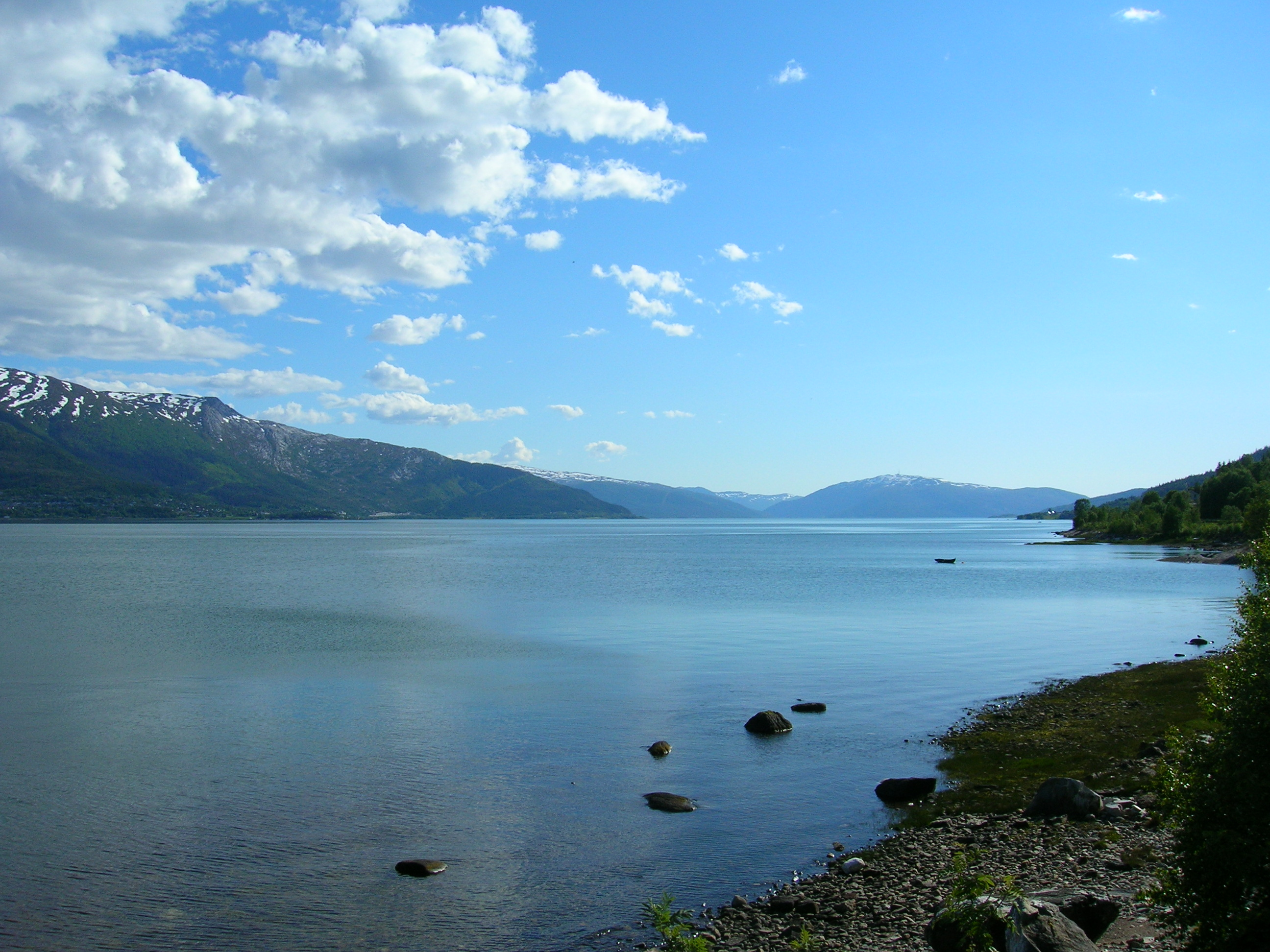
Blick vom Norden – zwischen Båsmoen und Alteren
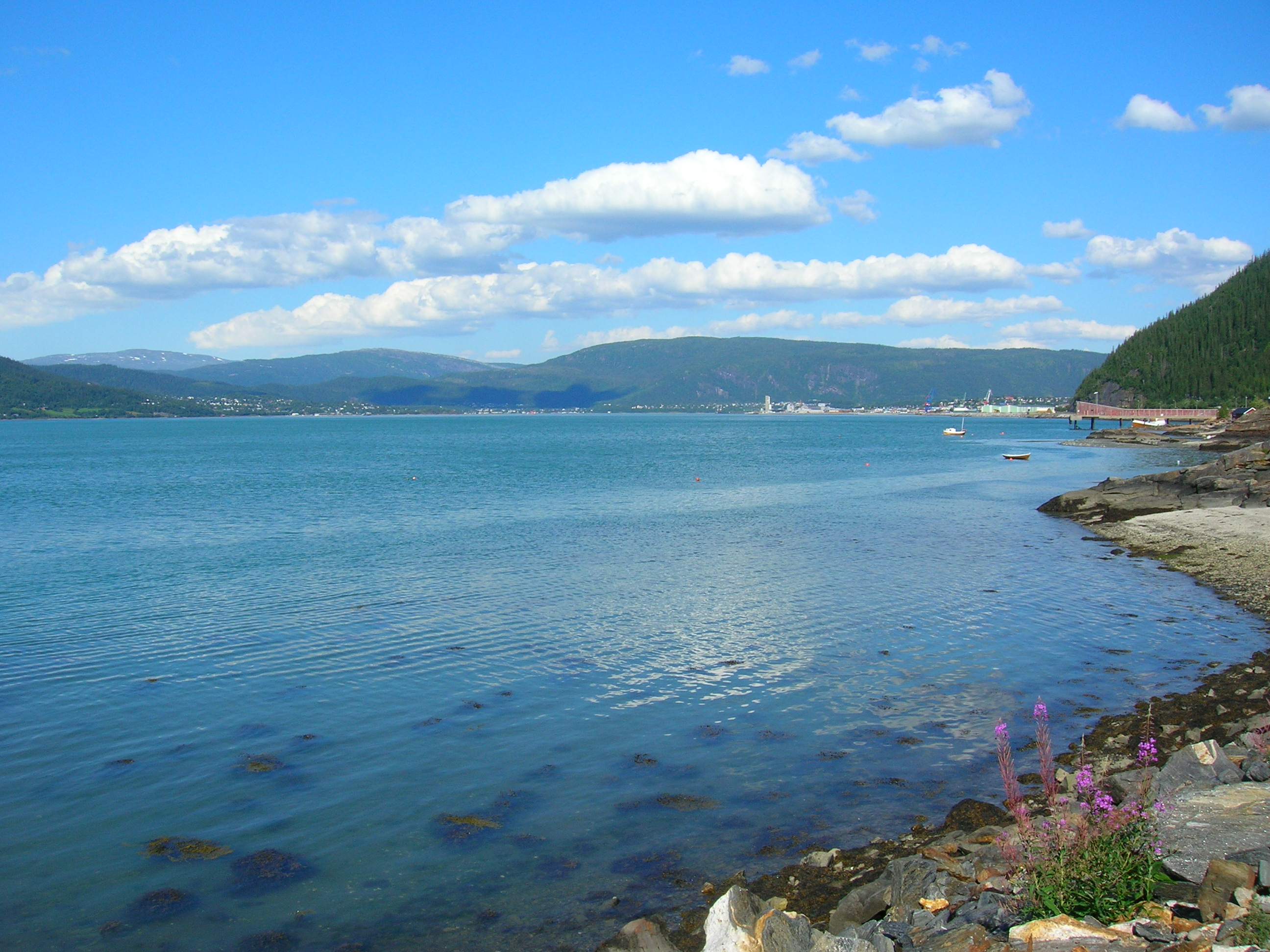
Fjordende bei Mo i Rana
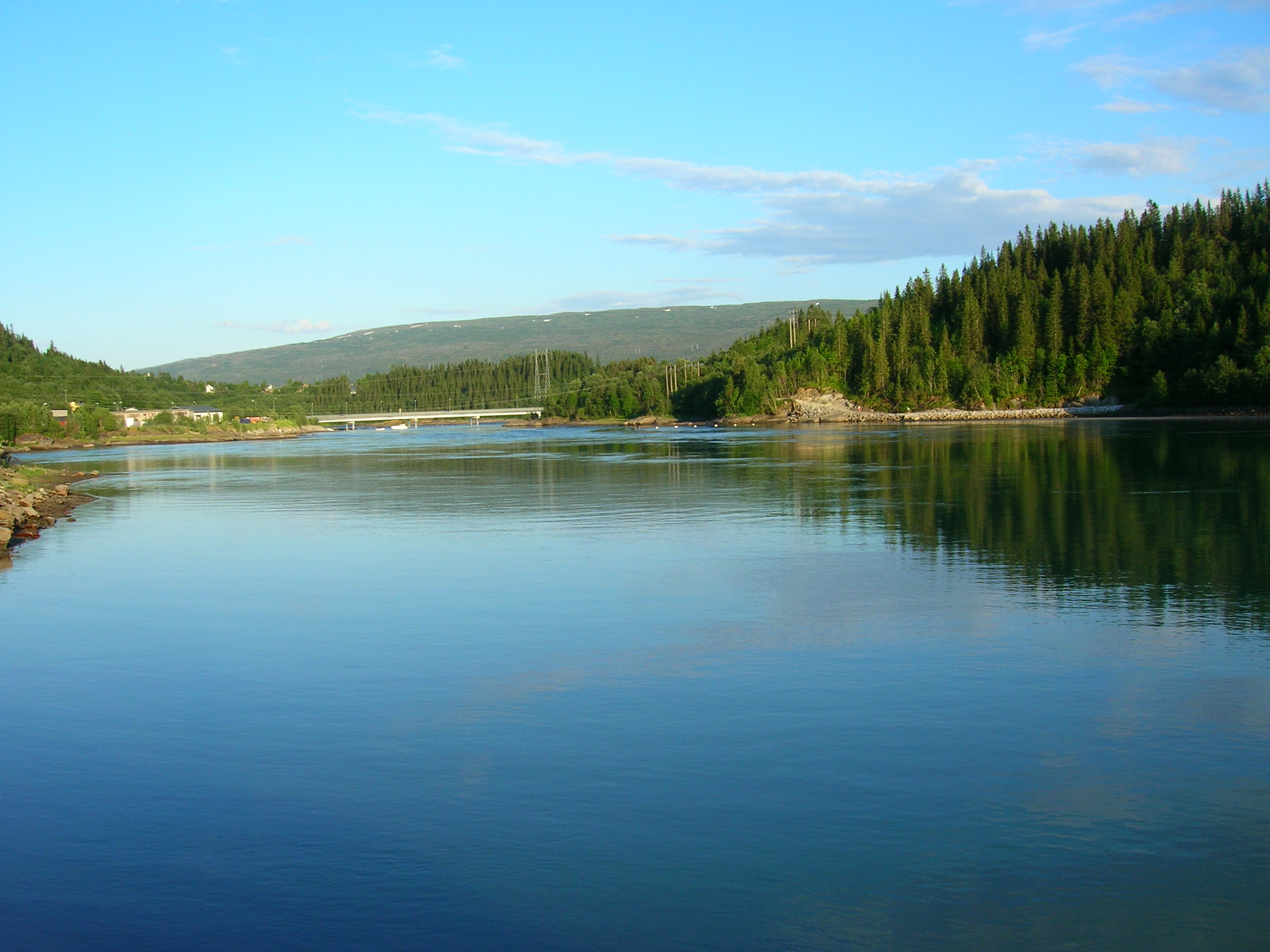
Mündung der Ranelva